# Robert Kauk
Robert Kauk (Kauk Jakab Róbert) (Vukovár (Szerém vármegye), 1848. július 4. – 1900.) Szent Ferenc-rendi Kapisztrán szerzetes és házfőnök.

## Élete
1862. szeptember 10-én lépett a rendbe; 1869. július 14-én ünnepélyes fogadalmat tett és 1871. november 5-én miséspappá szenteltetett föl. Később teológiai lektor, guardian, a plébánia adminisztrátora, a rend direktora, könyvtárnok és a ház történetírója volt Újlakon (Ilok, Szerém megye)
Cikke a vukovári Sriemki Hrvat c. lapban (1884. Bunjevci i Šokci.)

## Művei
- Evangjelite, za sâte nedeli. Temesvár, 1876. (Kossilkov Leopolddal együtt. Evangeliumi pericopák bolgárul.)
- Zadnji dani Nicole Zrinskoga. Vukovár, 1877. (Zrinyi Miklós horvát bán utolsó napjai.)
- Zabavno poučne pripoviedke. Baja, 1880. (Népies elbeszélések.)
- Gorka muka i težka smrt gospodina Isukrsta. Uo. 1882. (Jézus Krisztus keserű kínszenvedése és halála.)
- Juditha seu fides et patria. Uo. 1883.
- Milica. Vukovár. 1884. (Erkölcsi elbeszélés.)
- Zoručnica. Uo. 1885. (Erkölcsi elb.).
- Velačastnom otcu Dominicu Kirchmeyeru prigodom zlatne mise. Uo. 1887. (Illyr óda.)